# Рампенига (Бреша)
Рампенига је насеље у Италији у округу Бреша, региону Ломбардија.
Према процени из 2011. у насељу је живело 106 становника. Насеље се налази на надморској висини од 229 м.